# Isopedella pessleri
Isopedella pessleri är en spindelart som först beskrevs av Tord Tamerlan Teodor Thorell 1870.  Isopedella pessleri ingår i släktet Isopedella och familjen jättekrabbspindlar. Inga underarter finns listade i Catalogue of Life.